# Toerskiën

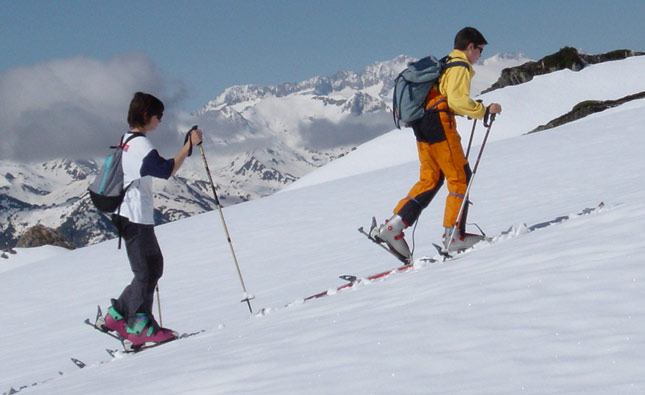
Met vellen omhoog lopen

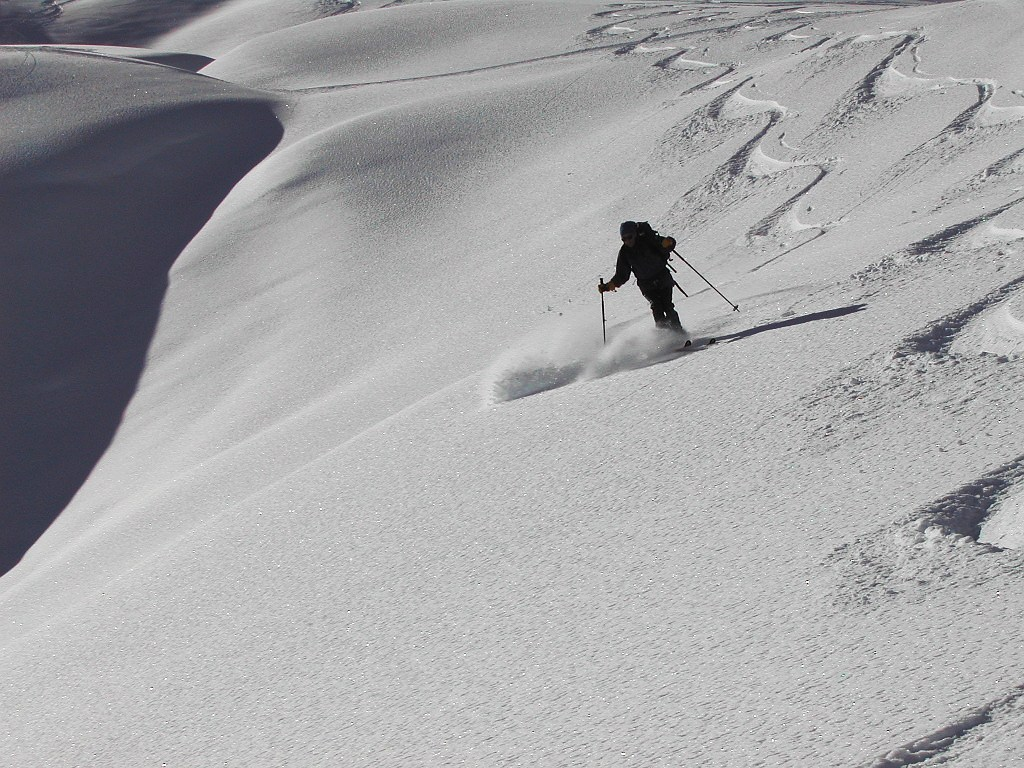
Afdaling door poedersneeuw

Toerskiën, ook wel ski-alpinisme of ski mountaineering, is een vorm van skiën waarbij geen gebruik wordt gemaakt van skiliften. Omdat toerskiërs zelf de berg omhoog lopen, moeten zij een zeer goed uithoudingsvermogen hebben. Bij het stijgen doen de skiers stijgvellen onder hun ski's, waardoor zij tegen de berg kunnen oplopen. Hiervoor is eveneens een toerskibinding noodzakelijk waarbij men met een vrije hiel kan lopen. Het skiën naar beneden gaat net als normaal skiën. De stijgvellen moeten dan worden afgedaan. Door de manier waarop de sport wordt uitgevoerd, lijken toerskiën en langlaufen op elkaar.
Toerskiën gebeurt in de bergen en gaat daarom gepaard met alpiene gevaren als gletsjerspleten, lawines, steen- en ijsslag, verdwalen en slecht weer.
Net zoals bij alle andere vormen van alpinisme, moeten toerskiërs er altijd rekening mee houden, dat het weer snel kan omslaan. Door de aard van de sport draagt een toerskiër bijna altijd een rugzak, met daarin extra warme kleding, bescherming tegen de zon, voedsel en te drinken.

## Het materiaal
Bij het stijgen doet een toerskiër stijgvellen onder tegen zijn ski's, die ervoor zorgen dat hij niet terugglijdt. Indien het terrein te ijzig of te steil wordt en men zou kunnen uitglijden worden vervolgens de skistijgzijzers op de binding geplaatst. Net als in het alpinisme, maar uiteraard anders van vorm en aantal punten, zorgt dit voor een perfecte indruk in de harde ondergrond en geven deze stabiliteit. Elk skibindingmerk heeft specifiek materiaal dat enkel voor die binding geschikt is. Stijgvellen worden onder de ski's geplakt, maar voordat de skiër aan de afdaling begint kan hij ze weer lostrekken. De ski's zijn dan hetzelfde als gewone ski's. Tourski's zijn echter vaak lichter of breder (voor poedersneeuw) dan gewone alpine ski's.
De skibinding kan los gezet worden aan de achterkant en scharnieren aan de voorkant, waardoor het mogelijk zich als bij wandelen op de ski's voort te bewegen, gelijkaardig aan het langlaufen. Bij het naar beneden skiën wordt de binding vastgezet en functioneert als een gewone veiligheidsbinding.
Een toerskiër heeft toerskischoenen aan, die wat op gewone skischoenen lijken maar over een goede walk-mode beschikken die het toelaat om (omhoog) te wandelen. Daarnaast hebben ze ook een rubberen wandelzool en zijn ze eveneens geschikt om stijgijzers op aan te brengen, zodat men aan ski-alpinisme kan doen indien nodig. Daarnaast zijn ze lichter dan gewone skischoenen en zijn bepaalde schoenen geschikt voor specifieke toerskibindingen. In tegenstelling tot bij langlaufen zijn de skischoenen een stuk minder soepel.

## Skitochten
De toerski-ervaring leunt aan bij die van de bergwandelaar, waarbij de eerste het voordeel heeft zich in de afdaling sneller te kunnen verplaatsen.
Het grootste deel van de beklimming gebeurt op tourski's, gebruikmakend van stijgvellen. Beklimmingen over gletsjers en moeilijke beklimmingen kunnen het gebruik van touw, stijgijzers en ijsbijlen noodzakelijk maken. Bij zeer steile passages worden de ski's op de rugzak bevestigd en wordt er te voet verdergegaan.
De afdalingen gebeuren op tourski's. Afhankelijk van de moeilijkheidsgraad van een afdaling kunnen hindernissen, zoals een rotsbarrière van 50 meter hoog, een continue afdaling onmogelijk maken. Deze hindernissen worden afgeklommen, met de ski's op de rugzak bevestigd, of er wordt een touw uit de rugzak gehaald om hiermee af te dalen.
Het is gebruikelijk alpine tochten van een aantal dagen te maken. Vaak wordt er geslapen in een berghut, een tent, of een bivak in de vorm van een sneeuwhol.
In het bergterrein van onder meer de Alpen, Pyreneeën, Vogezen en het Centraal Massief kan men aan toerskiën doen, verder in Europa wordt de sport ook beoefend in de Karpaten, Tatra en Kaukasus.

## Geschiedenis

### Oorsprong
Toerskiën stamt uit de tijd dat er nog geen afgebakende skigebieden en skiliften bestonden. Voor de bewoners van bergstreken was het stijgen en dalen met ski's een manier om zich te kunnen verplaatsen voor hun dagelijkse activiteiten in het besneeuwde landschap. Dit evolueerde reeds in de 18de eeuw naar een sport. Aanvankelijk ging dit om wat vandaag bekendstaat als langlaufen, later werd hieruit het telemarken en alpineskiën ontwikkeld.

### Militaire competities
De huidige competitie toerskiën vindt zijn oorsprong in het militaire milieu. De pionier van het "militair patrouille skiën", zoals het destijds in Centraal-Europa werd genoemd, was de Duitser luitenant Wilhelm Paucke, de "winterluitenant". In 1893 slaagde hij er in de generale staf te overtuigen om een detachement van ski-patrouilles in te voegen in de bataljons Jäger met als hoofdtaak verkennings-, beveiligings- en verbindingsmissies.
Hij bedacht ook de competitie voor militaire ski-patrouilles, bestaande uit vier en later drie personen, die in de volgende jaren een enorm succes kende.
De Duitse uitvinding werd overgenomen door het Oostenrijks leger en de Franse Chasseurs alpins.

### Olympische Spelen
Civiele wedstrijden werden vanaf de jaren 1920 georganiseerd. Deze nieuwe competitievorm werd, door zijn enorm succes, opgenomen in het programma van de Olympische Winterspelen te Chamonix in 1924, naast de disciplines bobsleeën, schaatsen, schansspringen, ijshockey en curling.
De patrouilles die deelnamen in deze competitie bestonden uit vier personen: een officier, een onderofficier en 2 korporaals in velduniform met wapens en bepakking. Het parcours was 30 km lang en overbrugde 800 positieve en negatieve hoogtemeters en een 250 meter-schietstand: schoten die op het doel waren reduceerden de totale tijd.

### Biatlon
Ondanks het feit dat deze discipline deel uitmaakte van de eerste Olympische winterspelen, werd het "militair patrouille skiën" a de Tweede Wereldoorlog vervangen door "biatlon". Volgens de toenmalige organisatie zou de moderne evolutie van het "militair patrouille skiën" niet toerskiën zijn, maar wel "biatlon" waarbij het alpiene element zou verdwijnen.
De eerste olympische competitie voor biatlon werd in Grenoble gehouden en was nog vergelijkbaar met de wedstrijd "militair patrouille skiën" in Chamonix. Tijdens de verdere evolutie van beide sporten, groeiden ze echter verder uit elkaar. Toerskiën verloor gaandeweg zijn militaire element. Zo worden tijdens civiele wedstrijden uiteraard geen uniformen gedragen en maakt de 250 meter schietstand geen deel meer uit van het parcours. In verschillende wedstrijden worden nog steeds in teams van twee of drie gestreden. Het technische alpiene element blijft in deze wedstrijden een belangrijke en beslissende factor.
Bij biatlon bleef de schietstand behouden, maar ging het technische alpiene element volledig verloren en werd het vervangen door het langlaufelement waarbij de hellingen beperkt blijven en er doorgaans gebruikt gemaakt wordt van loipes (voorbereide sporen).

### De naoorlogse periode
In de naoorlogse periode ontstonden de legendarische toerskiwedstrijden als Patrouille des Glaciers in Zwitserland, de Pierra Menta in Frankrijk en de Trofeo Mezzalama in Italië.
In de jaren 1980 zagen nieuwe wedstrijden het daglicht die de aanzet waren voor het moderne toerskiën. Men ging over tot een competitie over tussen patrouilles bestaande uit 2 personen. De Pierra Menta is een vierdaagse wedstrijd, waarin 10.000 positieve hoogtemeters tussen teams van twee wordt gestreden.
In de eerste decennia van de 21e eeuw werd de sport gepopulariseerd als recreatieve sport, naast het competitieve wezen.

## Wedstrijden
Deze discipline wordt ook op competitief niveau beoefend. Een wedstrijd bestaat uit een parcours in het hooggebergte, dat op voorhand wordt uitgestippeld en vaak de nodige technische moeilijkheden bevat, zo snel mogelijk af te leggen. Bij een wedstrijd worden gemiddeld tussen de 1800 en 2000 positieve hoogtemeters beklommen.
De bekendste wedstrijden zijn de Patrouille des Glaciers (Zwitserland), de Pierra Menta (Frankrijk) en de Trofeo Mezzalama (Italië).
De evolutie naar een moderne sport is zowel op technisch (zeer licht materiaal) als op sport-ethisch vlak gerealiseerd. De wedstrijden toerskiën worden tegenwoordig dichter bij de valleien en de skigebieden georganiseerd om er, zoals bij elke sport, zijn publiek te vinden.

### Internationaal en nationaal
In het begin van de jaren 1990 werd de CISAC, Comité International de Ski Alpinisme de Compétition, opgericht door enkele gepassioneerde Fransen, Italianen, Spanjaarden, Slowaken en Zwitsers. De eerste Europese beker en het Europees kampioenschap zagen het daglicht. Pas in de jaren 90 werden voor de eerste maal internationale individuele wedstrijden georganiseerd.
De Union Internationale des Associations d'Alpinisme UIAA nam de CISAC over en de richtte ISMC (International Council for Ski Mountaineering Competition) op. Tegenwoordig zijn 23 landen aangesloten, waarvan ook verschillende niet-Europese landen.
Na de Europese beker en het Europees kampioenschap werd voor de eerste maal een wereldkampioenschap georganiseerd:
- In januari 2002 in Serre Chevalier, waar de beste ski-alpinisten ter wereld zich met elkaar konden meten.
- In 2004 werd het tweede wereldkampioenschap in Spanje georganiseerd.
- in 2006 in Cuneo, Italië.
- In 2008 ging het WK door te Chablais - Portes du Soleil in Zwitserland.
- In 2009 splitste de ISMC zich af van de UIAA en werd de ISMF (International Ski Mountaineering Federation) opgericht.
- In 2010 werd het 5e wereldkampioenschap in Canillo (Andorra) gehouden.

#### België
In 2001 werd in België de BCSMC (Belgische Commissie voor Ski Mountaineering Competitie, opgericht, onderdeel van de Belgische Alpen Club en zag de Belgische competitie Ski Mountaineering het daglicht. In 2007 werd de Belgische Alpenclub gesplitst in de Vlaamse Klim- en Bergsportfederatie en de Franstalige Club Alpin Belge. Het Belgisch kampioenschap ski mountaineering wordt sindsdien georganiseerd door beide Belgische bergsportfederaties.
| Belgische Kampioenschappen | Belgische Kampioenschappen                               |
| jaar                       | plaats                                                   |
| -------------------------- | -------------------------------------------------------- |
| 2001                       | Pyreneeën (Spanje)                                       |
| 2002                       | Valerette (Zwitserland)                                  |
| 2003                       | Gastlosen (Zwitserland)                                  |
| 2004                       | Valerette (Zwitserland)                                  |
| 2005                       | Vulmix (Frankrijk)                                       |
| 2006                       | Valerette (Zwitserland)                                  |
| 2007                       | Les Arcs, Bourg-Saint-Maurice (Frankrijk)                |
| 2008                       | tijdens de "Trophée des Gastlosen" te Jaun (Zwitserland) |
| 2009                       | Berchtesgaden (Duitsland)                                |
| 2010                       | Berchtesgaden (Duitsland)                                |
| 2011                       | Andelsbuch (Oostenrijk)                                  |
| 2012                       | Chamonix (Frankrijk)                                     |
| 2013                       | Oberstaufen (Duitsland)                                  |
| ...                        |                                                          |
| 2024                       | Massongex-Vérossaz (Zwitserland)                         |

#### Nederland
Nederlanders doen al vele jaren mee aan internationale wedstrijden zoals de Patrouille des Glaciers. In 2012 werd door de NKBV voor het eerst het Nederlands Kampioenschap Ski Mountaineering georganiseerd.
- Nederlands Kampioenschap 2012: Chamonix (Frankrijk)
- Nederlands Kampioenschap 2013: Oberstaufen (Duitsland)

## Bioscoopfilm
- (fr)  Encordés, 2017. documentaire over de Patrouille des Glaciers

- toerskiën.org. Ga lekker op skitoer deze winter! Hier vind je wat je nodig hebt.
- Nederlandse Klim en Bergsport Vereniging NKBV
- Belgische Klim en Bergsport Federatie KBF
- (en)  Hugo van der Sluys. Toerskiën. Site for Tour planning
- (en)  International Ski Mountaineering Federation ISMF
- (en)  skimountaineering.org. wedstrijden